# Prčický špitál
Nemocnice v Prčici (dříve špitál/klášter) je zdravotnické zařízení v Prčici, části souměstí Sedlec-Prčice na Příbramsku ve Středočeském kraji. Od roku 1975 v objektu sídlí léčebna dlouhodobě nemocných.

## Historie

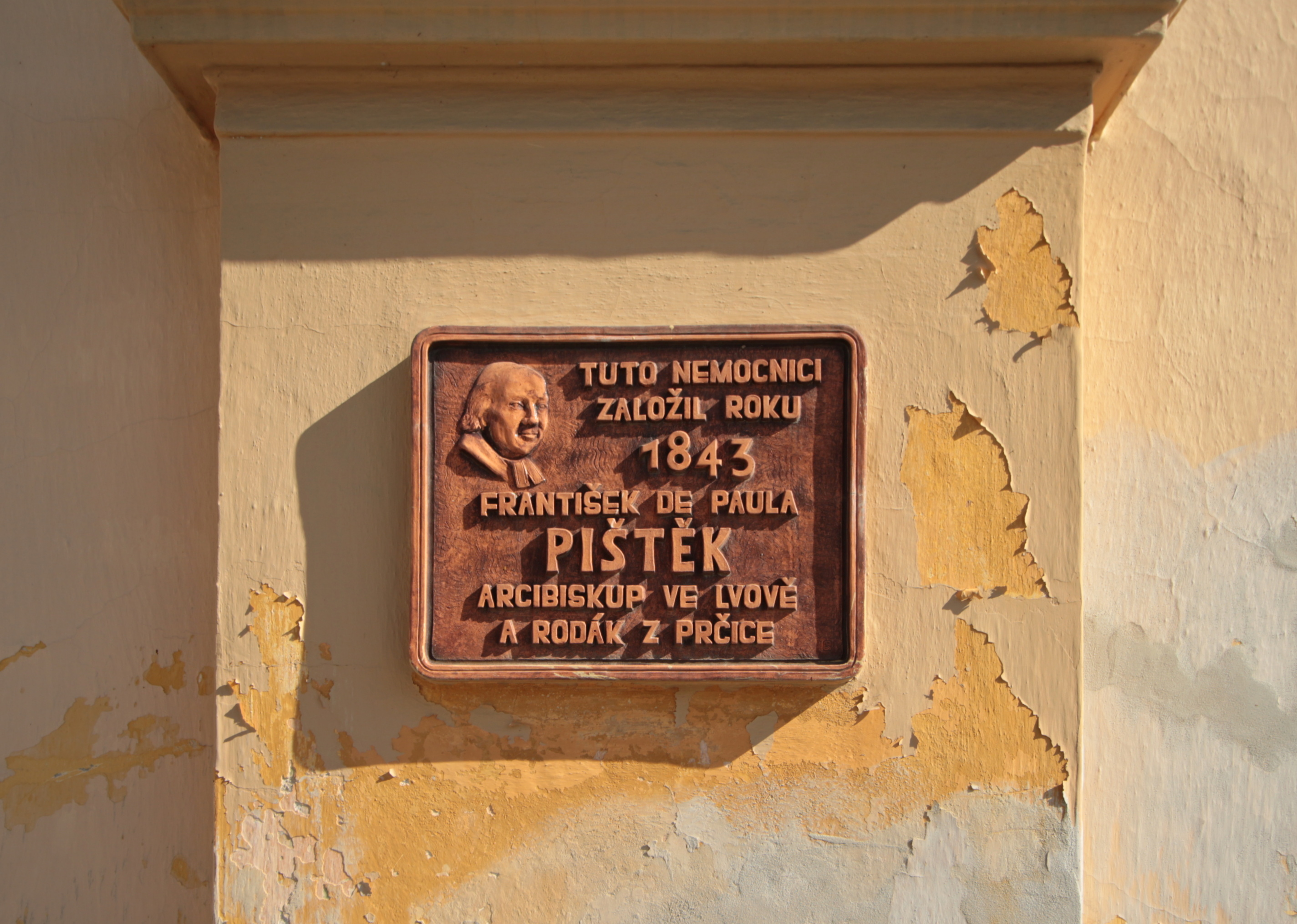
Pamětní deska arcibiskupa Františka de Paula Pištěka

### Špitál
Špitál v Prčici vznikl z iniciativy zdejšího rodáka a lvovského arcibiskupa Františka de Paula Pištěka. Základní kámen budovy byl položen 13. června 1843 a stavba byla dokončena o dva roky později, což z ní činí nejstarší špitál bývalého benešovského okresu a jeden z nejstarších dosud fungujících ve střední Evropě. 10. srpna 1845 přišly čtyři milosrdné sestry z řádu svatého Karla Boromejského.
V roce v roce 1874 bylo zařízení uznáno za veřejné a všeobecné lékařské zařízení. V dalších letech bylo kapacitně rozšiřováno, a když fundace získala vlastní polnosti a lesy, stala se ekonomicky téměř soběstačnou.

### 20. století
V roce 1913 byla přistavěna další budova nemocnice v novorenesančním slohu a o rok později vznikl operační sál, který přijímal raněné vojáky z bojiště světové války.
Po únorovém puči v roce 1948 a nástupu komunistů k moci byly v roce 1951 zkonfiskovány a znárodněny pozemky ústavu a v roce 1953 vyhnány řádové sestry. Roku 1956 pak došlo k dalším stavebním úpravám, kdy byly těsněji propojeny obě části nemocnice.
Po adaptaci na léčebnu dlouhodobě nemocných roku 1975 začala úroveň péče pozvolna klesat, jednak z důvodu nedostatku personálu a také kvůli špatnému technickému stavu budovy, která v některých částech nebyla opravovaná od svého založení a naprosto nevyhovujícímu vybavení.
Na počátku roku 1986 bylo již nutné provoz přerušit a přenést do nemocnice ve Stupčicích. Poté začala pozvolná neodborná rekonstrukce objektu svépomocí zaměstnanců a dobrovolníků bez dostatečných prostředků, vybavení i řádného stavebního projektu. Provoz byl obnoven 22. dubna 1987, přičemž probíhaly ještě menší stavební práce.
V roce 2007 přešla LDN Prčice do soukromých rukou.